# Prelude to the Millennium
A Prelude to the Millennium az amerikai Symphony X amerikai metalegyüttes válogatásalbuma, mely 1999. február 2-án jelent meg. A korongon hallható dalok az első négy stúdióalbumról lettek összeválogatva. A lemezt nyitó Masquerade '98 című dalt Russell Allen újra felénekelte, ugyanis a szerzemény eredetileg a debütáló albumon szerepelt, melyen még Rod Tyler énekelt.

## Számlista
1. "Masquerade '98" – 6:01
2. "A Winter's Dream" - Prelude (I rész)– 3:03
3. "The Damnation Game" – 4:32
4. "Dressed to Kill" 4:44
5. "Of Sins and Shadows" 4:56
6. "Sea of Lies" – 4:18
7. "Out of the Ashes" – 3:39
8. "The Divine Wings of Tragedy" - 20:41
9. "Candlelight Fantasia" – 6:42
10. "Smoke and Mirrors" – 4:58
11. "Through the Looking Glass" (3 részes dal) – 13:04

## Közreműködők
- Russell Allen - ének
- Michael Romeo - gitár
- Michael Pinnella - billentyűs hangszerek
- Thomas Miller - basszusgitár
- Jason Rullo - dob (az első 9 dalban)
- Thomas Walling - dob ( a 10. és 11. dalban)